# لووکا
لووکا (به لاتین: Levuka) یک شهرک در فیجی است که در Lomaiviti Province واقع شده‌است. لووکا ۱٬۱۳۱ نفر جمعیت دارد. لووکا در سال ۲۰۱۳ به عنوان میراث جهانی یونسکو پذیرفته شد.